# Cristo Redentor
Cristo Redentor je první sólové studiové album amerického kytaristy Harveyho Mandela. Vydalo jej v roce 1968 hudební vydavatelství Philips Records. Na albu se vedle kytaristy samotného podíleli například klavírista Graham Bond či hráč na foukací harmoniku Charlie Musselwhite. Původní vydání na gramofonové desce obsahovalo celkem deset skladeb (prvních pět na první straně, zbylé na druhé). V hitparádovém žebříčku Billboard 200 se album umístilo na 169. příčce. V roce 1995 vyšlo album jako součást kompilace The Mercury Years. Roku 2003 vyšlo album v reedici na CD (vydala jej společnost Raven Records) a bylo doplněno o osm dalších písní: jedna z nich pochází od Barryho Goldberga, tři od Canned Heat, tři od Pure Food & Drug Act a jedna od skupiny Love. Kytarista Rick Nielsen, dlouholetý člen skupiny Cheap Trick, album zařadil mezi deset základních kytarových alb.

## Seznam skladeb
| Pořadí         | Název             | Autor                   | Délka |
| -------------- | ----------------- | ----------------------- | ----- |
| 1.             | Cristo Redentor   | Duke Pearson            | 3:45  |
| 2.             | Before Six        | Larry Frasier           | 6:25  |
| 3.             | The Lark          | Harvey Mandel, Abe Kesh | 4:39  |
| 4.             | Snake             | Mandel                  | 3:45  |
| 5.             | Long Wait         | Mandel, Barry Goldberg  | 2:48  |
| 6.             | Wade in the Water | Sam Cooke               | 7:48  |
| 7.             | Lights Out        | Mandel                  | 4:48  |
| 8.             | Bradley's Barn    | Mandel                  | 3:17  |
| 9.             | You Can't Tell Me | Mandel, Dino Valenti    | 4:20  |
| 10.            | Nashville 1 A.M   | Mandel, Kesh            | 3:39  |
| Celková délka: | Celková délka:    | Celková délka:          | 45:34 |

## Obsazení
- Harvey Mandel – kytara
- Barry Goldberg – varhany, elektrické piano
- Charlie Musselwhite – harmonika
- Stephen Miller – varhany, klavír
- Pete Drake – steel kytara
- Bob Jones – rytmická kytara
- Catherine Gotthoffer – harfa
- Chip Martin – rytmická kytara
- Hargus Robbins – klavír
- Graham Bond – klavír
- Nick DeCaro – klavír, aranžmá
- Bob Moore – kontrabas
- Art Stavro – kontrabas
- Larry Easter – saxofon
- Eddie Hoh – bicí
- Kenny Buttrey – bicí
- Carter Collins – konga
- Armando Peraza – konga
- Jacqueline May Allen – hlas
- Carolyn Willis – hlas
- Edna Wright – hlas
- Julia Tillman – hlas